# Automobiles Prima
Die Société des Automobiles Prima war ein französischer Hersteller von Automobilen.

## Unternehmensgeschichte
Léon Lefèbvre, der zuvor bei Bolide tätig war, gründete 1906 in Levallois-Perret das Unternehmen Société des Automobiles Prima zur Produktion von Automobilen. Der Markenname lautete Prima. 1909 endete die Produktion.

## Fahrzeuge
Im Angebot standen zunächst zwei Modelle. Der 9 CV verfügte über einen Einzylindermotor. Dieses Modell wurde auch bei Autorennen eingesetzt. Der 10/12 CV bzw. 10/15 CV hatte einen Vierzylindermotor. Laut einer Quelle wurde dieses Modell 1908 durch 12/15 CV und 20 CV mit Vierzylindermotoren ersetzt. Andere Quellen nennen den 15/20 CV als drittes Modell. Zur Wahl stand jedes Modell mit drei verschieden langen Radständen und einer Vielzahl an Karosserien.